# هورست يانسون
هورست يانسون (بالألمانية: Horst Janson)‏ (04 أكتوبر 1935 – 28 يناير 2025) هو ممثل أفلام، وممثل مسرحي، وممثل تلفزي ألماني.

## وصلات خارجية
- هورست جانسون على موقع IMDb (الإنجليزية)
- هورست جانسون على موقع مونزينجر (الألمانية)
- هورست جانسون على موقع ألو سيني (الفرنسية)
- هورست جانسون على موقع أول موفي (الإنجليزية)
- هورست جانسون على موقع قاعدة بيانات الأفلام السويدية (السويدية)
- هورست جانسون على موقع ديسكوغز (الإنجليزية)
- هورست جانسون على موقع قاعدة بيانات الفيلم (الإنجليزية)
- هورست جانسون على موقع كينوبويسك (الروسية)